# Мезолимбический путь
Мезолимбический путь (система, тракт) — один из дофаминергических нервных путей, связывающий вентральную область покрышки среднего мозга и чёрную субстанцию с различными структурами лимбической системы. Опосредованно проецируется также на лобную кору и гипоталамус.
Мезолимбический тракт играет существенную роль в механизмах памяти, эмоций, обучения и нейроэндокринной регуляции, он считается важным в продуцировании чувств удовольствия. Часто активируется при ощущении награды и желания, поскольку прилежащее ядро, к которому он ведёт, также связано с этими состояниями. Это обусловило внимание к данному пути нейробиологов, исследующих механизмы зависимости.
Имеются также сведения об участии мезолимбического пути в контроле начала двигательного акта и двигательных аффективных реакций.
С угнетением нейротрансмиссии в мезолимбическом пути связывают антипсихотическое действие нейролептиков, т. е. их способность редуцировать различные проявления психоза. Дефицит дофамина в мезолимбическом пути наблюдается при болезни Паркинсона.

## Другие дофаминергические пути
К другим дофаминергическим системам относят:
- мезокортикальный путь
- нигростриарный путь
- тубероинфундибулярный путь

Кроме того, в некоторых источниках выделяют инцертогипоталамический, диенцефалоспинальный и ретинальный тракты.